# Tournoi de Madrid
 (mars 2025).
Si vous disposez d'ouvrages ou d'articles de référence ou si vous connaissez des sites web de qualité traitant du thème abordé ici, merci de compléter l'article en donnant les références utiles à sa vérifiabilité et en les liant à la section « Notes et références ».
Le Tournoi de Madrid est une compétition de judo organisée tous les ans à Madrid en Espagne par l'EJU (European Judo Union) faisant partie de la Coupe du monde de judo masculine ou féminine en fonction des années. Elle se déroule en juin ou juillet.

## Palmarès masculin
| World Cup     | World Cup         | World Cup            | World Cup            | World Cup                | World Cup               | World Cup         | World Cup            |
| Année         | -60 kg            | -66 kg               | -73 kg               | -81 kg                   | -90 kg                  | -100 kg           | +100 kg              |
| ------------- | ----------------- | -------------------- | -------------------- | ------------------------ | ----------------------- | ----------------- | -------------------- |
| 2008          | Masaaki Fukuoka   | Sugoi Uriarte        | Masahiko Otsuka      | Ole Bischof              | David Alarza            | Alex Reiler       | Andreas Tölzer       |
| 2010          | Hirofumi Yamamoto | Deniss Kozlovs       | Jaromir Jezek        | Takahiro Nakai           | Tiago Camilo            | Irakli Tsirekidze | Rafael Silva         |
| 2012          | Arsen Galstyan    | Musa Mogushkov       | Javier Ramirez Ramos | Adrian Nacimento Lorenzo | Ludovic Gobert          | Tagir Khaybulaev  | Alexander Mikhaylin  |
| European Open |                   |                      |                      |                          |                         |                   |                      |
| 2014          | Jeroen Mooren     | Dzmitry Shershan     | Ali Kurzhev          | Antonio Ciano            | Vadym Synyavsky         | Toma Nikiforov    | Stanislav Bondarenko |
| 2016          | Sylvain Goulet    | Heorhiy Zantaraya    | Rustam Shevotsukov   | Anri Egutidze            | David Tekic             | Tagir Khaybulaev  | Renat Saidov         |
| 2018          | Luka Mkheidze     | Kenneth Van Gansbeke | Benjamin Axus        | Tim Gramkow              | Nikoloz Sherazadishvili | Zalan Ohat        | Daniel Natea         |

## Palmarès féminin
| Année         | -48 kg           | -52 kg           | -57 kg               | -63 kg                 | -70 kg               | -78 kg                | +78 kg            |
| World Cup     | World Cup        | World Cup        | World Cup            | World Cup              | World Cup            | World Cup             | World Cup         |
| ------------- | ---------------- | ---------------- | -------------------- | ---------------------- | -------------------- | --------------------- | ----------------- |
| 2005          | Young-Ran Kim    | Telma Monteiro   | Katrien Ongena       | Anna Von Harnier       | Lucie Decosse        | Jenny Karl            | Eva Bisseni       |
| 2009          | Sarah Menezes    | Ana Carrascosa   | Rafaela Silva        | Elisabeth Willeboordse | Edith Bosch          | Anastasia Matrosova   | Urszula Sadkowska |
| 2011          | Oiana Blanco     | Mareen Kraeh     | Ketleyn Lima Quadros | Claudia Malzahn        | Kim Polling          | Heide Wollert         | Tong Wen          |
| European Open |                  |                  |                      |                        |                      |                       |                   |
| 2013          | Julia Figueroa   | Gili Cohen       | Hélène Receveaux     | Anne Laure Bellard     | Maria Bernabeu Avomo | Assunta Galeone       | Anaid Mkhitaryan  |
| 2014          | Sümeyye Akkus    | Odette Giuffrida | Sanne Verhagen       | Wang Yunxia            | Esther Stam          | Christelle Garry      | Ma Sisi           |
| 2016          | Irina Dolgova    | Maria Ertl       | Lola Benarroche      | Vivian Herrmann        | Sanne Van Dijke      | Karen Stevenson       | Ksenia Chibisova  |
| 2018          | Francesca Giorda | Andreea Chițu    | Martina Lo Giudice   | Nadja Bazynski         | Sara Rodríguez       | Fanny-Estelle Posvite | Kristin Buessow   |